# Lammassaari (ö i Norra Karelen, Joensuu, lat 62,33, long 30,84)
Lammassaari är en ö i Finland. Den ligger i sjön Korpijärvi och i kommunen Joensuu i den ekonomiska regionen  Joensuu ekonomiska region  och landskapet Norra Karelen, i den sydöstra delen av landet, 400 km nordost om huvudstaden Helsingfors. Öns area är 1,1 hektar och dess största längd är 160 meter i öst-västlig riktning.